# Prison de Stanley
Ne doit pas être confondu avec Institution correctionnelle de Stanley (Wisconsin).
Stanley Prison
La prison de Stanley (en chinois : 赤柱監獄) est une prison chinoise située dans la région administrative spéciale de Hong Kong dont elle constitue l'un des six établissements à sécurité maximale.
Ouverte en janvier 1937, et considérée alors comme l'une des plus belles prisons de l'Empire britannique, elle est un lieu de détention, de torture et d'exécution durant l'occupation japonaise de Hong Kong de 1941 à 1945. Par la suite, 122 condamnés à mort y ont été exécutés de 1946 à 1966.
Le musée des services correctionnels de Hong Kong est adjacent à la prison.

## Histoire
Construite en 1937, la prison de Stanley est actuellement la plus ancienne institution pénitentiaire encore en service (la plus ancienne prison construite à Hong Kong est la prison Victoria, qui a cessé ses activités le 24 décembre 2005) et abrite à la fois des hommes adultes condamnés et des hommes adultes en détention provisoire. Elle est ouverte par le département des prisons de l'époque et est maintenant administrée par les services correctionnels de Hong Kong (en). La capacité maximale de la prison est de 1 511 personnes et elle compte plus de 800 employés et gardiens. La prison de Stanley, au moment de sa construction, est considérée comme l'une des plus belles prisons de l'Empire britannique. C'était une structure moderne construite en pierre, en béton et en acier et se composait de six blocs de cellules situés derrière un mur de 5,5 mètres de haut. Elle est conçue dès l'origine pour accueillir 1 500 prisonniers.
Avant que Hong Kong n'abolisse officiellement la peine de mort en 1993, la prison de Stanley est un lieu d'exécution de 1946 à 1966. Bien que la loi n'ait changé qu'en 1993, la dernière exécution qui y a lieu remonte à novembre 1966. 122 personnes ont été exécutées à la prison de Stanley jusque-là, cependant, ce chiffre n'inclut pas le grand nombre de prisonniers qui ont été tués par les Japonais pendant l'occupation de Hong Kong durant la Seconde Guerre mondiale. La zone qui abritait autrefois la potence a été remplacée par l'hôpital de la prison.

## Occupation japonaise
Hong Kong est capturée par l'empire du Japon le 25 décembre 1941 à la suite d'un conflit bref mais brutal. Pendant l'occupation japonaise, les terrains de la prison, mais pas la prison elle-même, sont utilisés pour abriter une partie du camp d'internement de Stanley. C'est un lieu de torture et d'exécution, comme pour Mateen Ansari (en), qui recevra la croix de George à titre posthume pour son héroïsme dans la résistance aux Japonais. Lors de l'invasion japonaise de la Chine, les réfugiés traversent la frontière de Hong Kong et beaucoup deviennent vendeurs de rue. Ceux qui sont capturés sont envoyés à la prison de Stanley et bientôt la population carcérale passe à plus de 3 000, bien au-delà de ses limites.

## Musée des services correctionnels de Hong Kong
À côté de la prison de Stanley se trouve le musée des services correctionnels de Hong Kong, installé dans un bâtiment de deux étages à côté du terrain de parade de l'institut de formation du personnel des services correctionnels à Stanley. Il a une superficie de 480 m² et expose une collection de quelque 600 objets.

## Détenus exécutés
- Kanao Inouye : Collaborateur canado-japonais, pendu en 1947.
- Naomasa Sakonju : Amiral japonais condamné pour crimes de guerre, pendu en 1948.